# Vestre Ringvej (Silkeborg)
 For alternative betydninger, se Vestre Ringvej. (Se også artikler, som begynder med Vestre Ringvej)
 Vestre Ringvej er en to sporet ringvej der går igennem det vestlige Silkeborg. Vejen er en del af sekundærrute 195 der går fra Herning  til Aarhus og er med til at lede den tunge trafik som kører igennem det vestlige del af byen uden om Silkeborg Centrum, så byen ikke bliver belastet af for meget gennemkørende trafik i midtbyen. Da Silkeborgmotorvejen åbnede igennem byen i 2016, blev Vestre Ringvej  nedkvalificeret fra primærrute 15 til sekundærrute 195.
Vejen forbinder Herningvej i vest med Nordre Ringvej i øst, og har forbindelse til Herningvej, Lysbrohøjen , Hvinningdalvej , Udgårdsvej og Søndre Ringvej.